# Parafia św. Jadwigi w Cambridge
Parafia św. Jadwigi w Cambridge (ang.) St. Hedwig Parish) – parafia rzymskokatolicka położona w Cambridge w stanie Massachusetts w Stanach Zjednoczonych.
Ustanowiona w 1907 roku. Była jedną z wielu etnicznych, polonijnych parafii rzymskokatolickich w Nowej Anglii.
Nazwa parafii była związana z patronką św. Jadwigą Andegaweńską.
Parafia zamknięta 15 czerwca 1995 roku. Ostatnim proboszczem polonijnym, od 1964 roku, był ks. prałat Francis Chmaj.
W okresie po II wojnie światowej była miejscem skupiającym oficerów Polskich Sił Zbrojnych na Zachodzie osiedlonych w okolicach Bostonu.